# Ambrodiscus
Ambrodiscus — рід грибів. Назва вперше опублікована 1988 року.

## Класифікація
До роду Ambrodiscus відносять 1 вид:
- Ambrodiscus pseudotsugae